# 加拿大槍支政策
加拿大槍支政策分為截然不同的兩個派別。一派為反對對個人槍械進行登記，支持擁槍權，另一派則提出需要嚴格的控槍政策。 
自從1930年代槍械需要強制性登記起，槍械政策就成為加拿大的一個議題。在過去的幾十年裡，政府立法對持槍者越來越嚴格。1995年至2012年間，所有的槍械都需要登記。
2012年4月6日起，除了魁北克省仍待訴訟結果，非限制槍械在全國其他各省和地區開始無需登記。對槍械的管理在加拿大根據省份的不同，規管的措施也不盡相同。在加拿大中部大部分地區對持槍者和槍械運動進行系統性審查，而在加拿大西部則相對寬鬆一些。一些省份，例如：魁北克，有9號法案來強制性地限制槍械。
加拿大《刑事法典》（Criminal Code）認可使用槍械自我防衛。《槍械法》提供了一個法律框架，當警方的保護被視為不足時，一個人可以獲得，擁有和攜帶限制（特定種類）或禁止類型的槍械來保護其他人。這種情況非常罕見，一個公開的實例如：皇家加拿大騎警為了保障生命安全，例如：從事涉及處理貴重貨物或有危險性的野生動物職位的警員，在受僱期間被授權攜槍。
2020年5月1日，在新斯科細亞大屠殺發生後，總理賈斯汀·杜魯道宣布加拿大政府將立即禁止大約1500種的“軍事級攻擊武器”，其中多數是步槍。
2022年10月21日，加拿大总理杜魯道宣布加拿大全国手枪冻结令生效，當天起加拿大全國境内禁止销售、购买和转让手枪。
2023年2月4日，加拿大政府2月3日宣布，撤回修改槍械法案的計劃。該項修正案原本禁止民眾使用霰彈槍及多款步槍，但被批評不公平針對農民和獵人。

## 槍械分類
按照《刑法》第三部分（RS，1985年，C，C-46）中的定義，根據牌照，槍械分為禁止、限制和非限制類型。注意，「禁止」在此是一個分類，並不表明此類槍械根据规定是不可使用的。
禁止類型的槍械包括：
- 手槍
  - 槍管長度不及至105毫米（4.1英寸），或
  - 排放0.25或0.32口徑的彈藥設計
  - 其他情況在《排除某些定義刑法典國際體育比賽手槍規例》中說明
- 通過鋸、切割或其他任何方式變更過之步槍和獵槍，以致
  - 鏡筒長度小於457毫米（18.0英寸）（不管總長度），或
  - 總長度小於660毫米（26英寸）；
- 有全自動射擊能力，或“轉換自動化”（即：原來半自動槍械，但已被修改槍械彈藥以自動的方式排出）
- 火器規定所禁止的某些槍械和其他武器，部件和零件的武器，配件，弹药弹匣所禁止或限制的規例，訂明（SOR/98-462）[23]：
  - 火器能夠履行飛鏢或其他物體載電流或物質，包括泰瑟槍的公設辯護人和任何變體或修改後的版本
  - 槍械被稱為SSS-1毒刺，設計或任何類似槍械的大小，以適應在手心
  - 設計的卡賓槍，步槍和獵槍的俗稱，包括任何變異或修改後的版本：
    - A.A.武器AR9半自動步槍和AR-9卡賓槍
    - AK-47步槍和所有的變種，包括AKM，AK獵人，AKM-63，AKS-56S，AKS-56S-1/2，AKS-74，AKS84S-1，AMD-65，AR模型.223，德拉貢諾夫，加利爾，KKMPi69，M60，M62，M70B1，M70AB2，M76，M77B1，M78，M80，M80A，MAK90，MPiK，MPiKM，MPiKMS-72，MPiKS，PKM PKM-DGN-60，PMKM，RPK RPK-74，RPK 87S，56型，56-1，56-2，56-3，56-4，68型，79式，美國軍火AKY39，AKF39，AKC47和AKF47，MAM70WS762，米切爾AK-22，AK-47和重桶AK-47，56，北方84S，84S AK 56-1/2/3/4，保利科技有限公司AK-47 / S，AKS-47 / S和AKS-762，維美德M76，M76卡賓槍，M78 / A2，LMG M78，M82和M82小鬥犬，下列情況除外：維美德獵人，獵人汽車和M78
    - 美國180自動卡賓槍，包括AM-180和伊利諾伊州的武器公司的180型自動卡賓槍
    - 阿瑪萊特AR-180 SPORTER卡賓槍
    - 巴雷特“輕50”型號82A1 90型步槍
    - 超級90貝內利M1和M3超級90霰彈槍，下列情況除外：M1超級90（場/運動特別版），蒙特費爾特羅超級90“（標準獵人/ Hand/Turkey/Uplander/Slug/20計的），黑鷹（限量版/競賽/彈頭槍），超級黑鷹（自定義彈頭）
    - 貝雷塔AR70突擊步槍
    - Bernardelli他B4 B4 / B獵槍
    - BM 59步槍，包括：，BM，BM，BM，BM 59R貝雷塔BM 59 59GL 59D 59 MKE，BM 59 MKI / MKII / MKIII，BM 59 MK ITAL / ITAL TA / TP /段和BM 60CB，以及斯普林菲爾德英雄榜BM 59，BM 59阿爾卑斯山的高山傘兵和BM 59尼日利亞MKIV
    - 毒蛇自動步槍
    - 印花布M-900步槍，包括M-951，M-100和M-105卡賓槍
    - Cetme體育自動步槍
    - Claridge酒店HI-TEC C，的LEC，ZLEC-9卡賓槍
    - K1A1，大宇K1，K2，MAX1，MAX2，AR-100，AR-110C，MAXI-II和KC-20步槍
    - Demro的TAC-1M和XF-7黃蜂卡賓槍
    - 鷹Apache的卡賓槍
    - 易能MK-IV，MP-10和MP-45卡賓槍
    - FAMAS步槍，FAMAS出口，FAMAS公民權利和米切爾MAS/22的，包括MAS223
    - 羽毛AT-9半自動卡賓槍和AT-22自動卡賓槍
    - 聯邦XC-900，XC-220步槍和XC-450自動步槍
    - 庫布里克國立FN FNC，FNC-11，FNC-22，FNC-33，的FNC汽車和的FNC汽車傘兵步槍，以及FN FAL，FN 308 Model44，FAL的競爭汽車，FAL的重型槍管308場，FAL傘兵308匹配50 -64和FN 308型號50-63
    - 弗蘭基SPAS 12，第12條獵槍
    - 弗蘭基SPAS 15霰彈槍
    - 加利爾突擊步槍，包括AP-84，ARM，AR，特別行政區，332和米切爾Galil/22自動步槍
    - 獵豹反器材步槍
    - 根茨高新技術卡賓槍
    - 格倫德爾R-31自動卡賓槍
    - Heckler＆Koch公司G3，G3A3，G3A3ZF，G3A4，G3SG / 1，G11，HK33，33A2，33A3，33KA1，HK91，91A2，91A3，93，93A2，93A3，94，94A2，94A3和PSG-1步槍，以及如：MP5，MP5A2，MP5A3，MP5K，MP5SD，MP5SD1，MP5SD2，MP5SD3衝鋒槍
    - 伊夫·約翰遜AMAC遠程步槍和Plainfield的超級強制執行卡賓槍
    - J＆R工程M-68，M-68 PJK和威爾金森特里卡賓槍
    - Kimel產業AR-10步槍/卡賓槍
    - 負責人Mark系列自動步槍
    - 馬迪格里芬步槍/卡賓槍
    - 麥克米蘭M87的M87R步槍和M88卡賓槍
    - 的保扎特種P50步槍和P50卡賓槍的
    - PE57步槍
    - 研究武器裝備500型步槍
    - SIG AMT，SG-550步槍，SG-551卡賓槍
    - 幽靈自動卡賓槍
    - 斯普林菲爾德兵工廠，SAR-48布希/重工業Barrel/Para/22的SAR-48
    - 斯太爾AUG步槍
    - 前鋒，前鋒12和Streetsweeper獵槍
    - 湯普森衝鋒槍，包括：型號1921年，1927年，1928年，M1，自動品M27A-1，M27A-1豪華，M1927A-3/A-5，突擊隊武器MKI，MKII，MKIII，MK9，MK45
    - 通用強制執行3000型自動卡賓槍和型號3010N，3015G，3020TRB 3025TCO卡賓槍
    - 美國武器PMAI突擊步槍
    - USAS-12自動霰彈槍
    - UZI，迷你UZI和A型卡賓槍
    - 韋弗武器夜鷹卡賓槍

  - 俗稱手槍，左輪手槍和其他手槍的設計，包括他們的任何變體或修改後的版本：
    - AA武器，目標AP-9自動手槍和AP-9 AP-9和Mini AP-9手槍
    - 毒蛇自動手槍
    - 卡利科M-950自動手槍，M-110手槍
    - Claridge酒店HI-TEC模型S，L，T，ZL-9和ZT-9手槍
    - Cobray M10，M11，和RPB M10/M11/SM10/SM11和社署M10/M11/SM10/SM11的，手槍
    - CZ的天蠍座的自動手槍
    - 易能MK-IV，MP-10和MP-45衝鋒手槍，MP-10，MP-45迷你手槍
    - 聯邦XP-450，XP-900自動手槍
    - 根茨高新技術手槍
    - Grendel的P-30，P-30M，P-30L和P-31手槍
    - Heckler＆Koch公司SP89自動手槍
    - 英格拉姆M10，M11手槍
    - Interdynamics KG-99衝鋒手槍
    - “Intratec TEC-9，TEC-9S，TEC-9M和TEC-的9MS自動手槍（以及任何半自動的變體，包括TEC-DC9，TEC-DC9M，TEC-9A，TEC-蝎子，TEC-22T與科技-22TN）
    - 伊夫·約翰遜強制執行3000型自動手槍
    - Kimel產業AP-9手槍
    - 負責人Mark5自動手槍
    - 馬迪格里芬手槍
    - OA-93衝鋒手槍
    - 愛國者手槍
    - 黨派復仇者自動手槍
    - 幽靈自動手槍
    - 925 MK6卡賓槍
    - 斯太爾SPP自動手槍
    - 英鎊MK7，MK7 C4和的MK7 C8手槍
    - 美國武器PMAIP衝鋒手槍
    - UZI，微型烏茲手槍
    - XM231S手槍和A1，A2，A3平頂手槍

受限制的槍械是：
- 任何不被禁止的手槍（備註：手槍槍管長度是不足105毫米（4.1英寸）的手槍是被禁止的）
- 任何槍械：
  - 不被禁止；
  - 槍管長度是不足470毫米（18.5英寸），以及
  - 能夠在半自動方式下發射中央式底火
- 任何在總長度經過折疊，伸縮或其他手段到小於660毫米（26英寸）的可以發射的槍械；
- 受到《關於某些禁止或受限槍械、武器、武器組件或部件、配件、子彈彈匣、底火以及射彈之規定》（Regulations Prescribing Certain Firearms and other Weapons, Components and Parts of Weapons, Accessories, Cartridge Magazines, Ammunition and Projectiles as Prohibited or Restricted (SOR/98-462)）中規定受限制的槍械；
  - 槍械設計為一般所知的高標準10型A系列和B系列，以及任何其修改或變體；
  - 槍械設計為一般所知的M-16步槍，以及任何其修改或變體，包括
    - Colt AR-15，Colt AR-15 SPI/Sporter/Collapsible Stock Model/A2/A2 Carbine/A2 Government Model Rifle/A2 Government Model Target Rifle/A2 Government Model Carbine/A2 Sporter II/A2 H-BAR/A2 Delta H-BAR/A2 Delta H-BAR Match/9mm Carbine，Armalite AR-15，AAI M15，AP74，EAC J-15，PWA Commando，SGW XM15A，SGW CAR-AR，SWD AR-15；以及

  - 任何阿瑪萊特AR-15的變體，包括
    - Mitchell M-16A-1/22，Mitchell M-16/22，Mitchell CAR-15/22以及AP74自動來福。

（注：在法律上，限制槍械只能在射擊場使用，因此可以用於比賽中，不能用於狩獵）
非限制槍械為除以上所提及之任何其他步槍或獵槍。